# Бурделешть
Бурделешть, Бурделешті (рум. Burdălești) — село у повіті Вилча в Румунії. Входить до складу комуни Гушоєнь.
Село розташоване на відстані 160 км на захід від Бухареста, 44 км на південний захід від Римніку-Вилчі, 52 км на північний схід від Крайови.

## Населення
За даними перепису населення 2002 року у селі проживали 374 особи, з них 372 особи (99,5%) румунів. Усі жителі села рідною мовою назвали румунську.